# John Beilein
John Patrick Beilein (Burt, 5 febbraio 1953) è un allenatore di pallacanestro statunitense.